# L.A. Crackdown
L.A. Crackdown è un videogioco di avventura grafica pubblicato nel 1988 per Apple II, Commodore 64 e MS-DOS dalla Epyx. Si impersona un investigatore del Los Angeles Police Department impegnato nella risoluzione di un grosso caso di traffico di droga; il titolo è traducibile "giro di vite a Los Angeles".
È il terzo titolo della collana The Masters Collection che comprende avventure e simulazioni relativamente complesse ed era dedicata ai giocatori più avanzati.
Nello stesso periodo uscì anche un film poco noto intitolato L.A. Crackdown, ma non ha legami con il gioco.

## Trama
Si sospetta che la Pacific Shipping Company, una ditta di importazione di computer, sia in realtà la copertura per un grosso traffico di droga dall'Estremo Oriente a Los Angeles. Un ufficiale di polizia, affiancato da un aiutante inesperto, viene assegnato al caso. Mentre l'aiutante svolge compiti manuali come perquisizioni e arresti, l'ufficiale lo dirige seguendone anche gli spostamenti da un furgone camuffato e restando in contatto radio tramite auricolare.

## Modalità di gioco
A inizio partita il giocatore può scegliere il novellino che farà da collaboratore tra 4 personaggi possibili con differenti abilità. Quindi dovrà risolvere gradualmente il caso visitando luoghi, fotografando indizi, interrogando personaggi, piazzando microspie, eccetera.
La schermata di gioco è divisa in tre parti principali. In alto si hanno due visuali dell'ambiente in cui ci si trova attualmente, una a destra che rappresenta l'edificio in generale e una a sinistra che mostra l'eventuale stanza in cui si trova l'aiutante o altro dettaglio. Sotto si ha un'area messaggi e nella metà bassa dello schermo un pannello informativo con mappa dell'edificio, menù testuale delle opzioni, data/ora, stato delle quattro microspie. In caso di testi estesi l'area messaggi si allarga a coprire tutto il pannello. Il gioco è soltanto in inglese.
Tutto il controllo è tramite i menù contestuali, mentre il tempo scorre in modo continuo. Uno dei comandi più comuni è quello di recarsi in un luogo; inizialmente si conoscono soltanto il quartier generale della polizia e la sede della Pacific Shipping, ma altri luoghi si scoprono man mano, pedinando con il furgone le auto dei personaggi che si allontanano.
Le conversazioni con personaggi avvengono automaticamente quando ci si imbatte in una stanza con un occupante e si può scegliere se continuarle con apposito comando. Insistere con personaggi pericolosi può portare a un'aggressione o anche a una sparatoria.
Decisioni avventate come un arresto sbagliato possono causare le dimissioni dell'aiutante e la sconfitta. Occorre anche gestire le sue ore di riposo al quartier generale.